# Синзяна

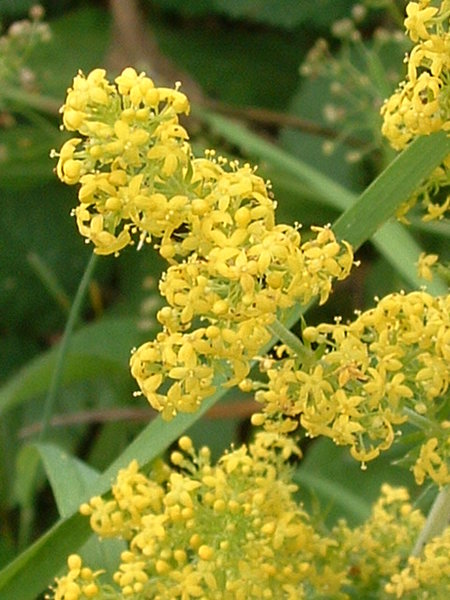
Синзяна (квіти жіночого підмаренника)

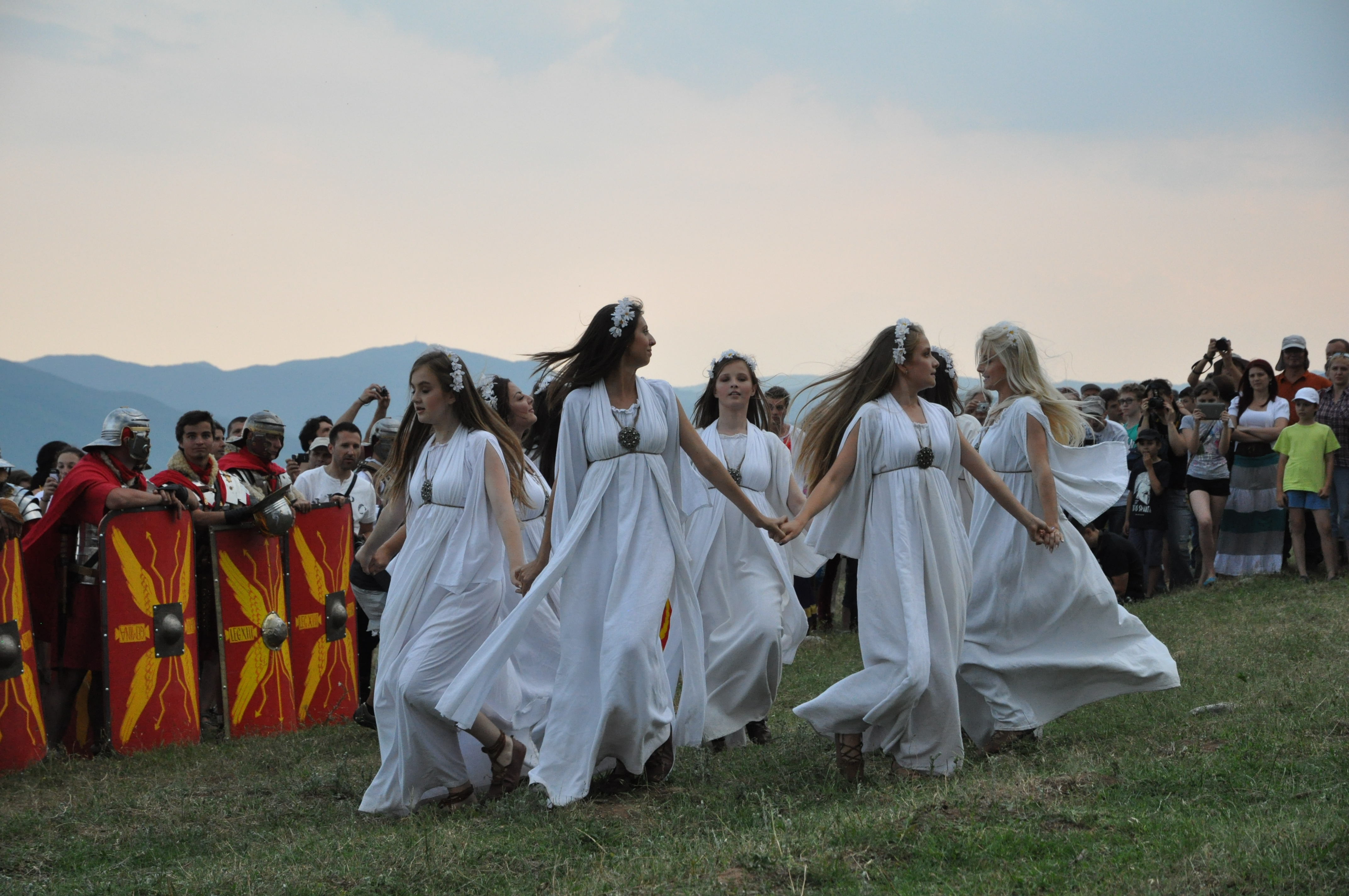
Синзянале на фестивалі у Крікеу 2013

Синзяна — це румунська назва ніжних фей, які відіграють важливу роль у місцевому фольклорі, також використовується для позначення квітів Galium verum або Cruciata laevipes. У формі множини Sânziene це слово означає щорічний фестиваль на честь фей. Етимологічно назва походить від латинського Sancta Diana, римської богині полювання та місяця, яку також святкували в римській Дакії (давня Румунія). Діана була відомою як незаймана богиня і піклувалася про незайманих і жінок. Вона була однією з трьох дів-богинь, Діани, Мінерви та Вести, які поклялися ніколи не виходити заміж.
У Західних Карпатах щорічно 24 червня відзначають свято Синзяна. Це схоже на шведське свято середини літа, і вважається язичницьким святкуванням літнього сонцестояння в червні. Відповідно до офіційної позиції Румунської православної церкви, звичаї насправді пов'язані зі святкуванням Різдва Святого Івана Хрестителя, яке також відбувається 24 червня.

## Синзянаритуали
Народні обряди Синзяна передбачають, що найкрасивіші дівчата в селі одягаються в біле і проводять цілий день, шукаючи та збираючи квіти, серед яких ОБОВ'ЯЗКОВО має бути Galium verum (Жіночий підмаренник або Жовтий підмаренник), який також румунською мовою називається «Sânziànă». Із зібраних удень квітів дівчата заплітають квіткові віночки, які надягають, повертаючись у село ввечері. Там вони зустрічаються з коханим і танцюють навколо багаття. Вінки кидають по хатах, і коли вінок упаде, то кажуть, що в тій хаті хтось умре; якщо вінок стоїть на даху будинку, то господарів чекає хороший урожай і достаток. Як і в інших святкуваннях багаття, стрибання через вугілля після того, як багаття вже не вирує, робиться для очищення людини, а також для принесення здоров'я.
Інше народне повір'я свідчить, що під час переддень Синзяна небо відкривається, що робить цю ніч найсильнішою для магічних заклинань, особливо для любовних заклинань. Також кажуть, що рослини, зібрані в цю ніч, матимуть величезну магічну силу.
Це не добре, хоча бути чоловіком і ходити вночі під час ночі напередодні Синзяна, оскільки це час, коли феї танцюють у повітрі, благословляючи врожаї та даруючи здоров'ю людям — вони не люблять, щоб їх бачили чоловіки, і будь-хто побачать, то вони будуть поранені, або феї заберуть слуху/промову чи з розуму.
У деяких районах Карпат селяни запалюють від обрядового багаття велике колесо сіна і штовхають його з гори. Це було інтерпретовано як символ призахідного сонця (від наступного сонцестояння і до зимового сонцестояння дні будуть ставати коротшими).

## У культурних посиланнях
Деякі люди пов'язують наслідки відкриття небес на Синзяна з паранормальними явищами, про які повідомляють протягом цього періоду кожного року. Згідно з народними повір'ями, в ніч Синзяна з людиною, яка блукає на самоті, можуть статися дивні речі, як позитивні, так і негативні. Вважається, що дивна ефірна діяльність відбувається особливо в таких місцях, як ліс Băneasa (поблизу столиці Бухареста) або ліс Baciu (поблизу міста Клуж-Напока).
Роман Мірчі Еліаде «Noaptea de Sânziene» (перекладається як «Заборонений ліс») містить посилання на народне повір'я про те, що небо відкривається вночі, а також на паранормальні явища, що відбуваються в лісі Băneasa.
У формі Sânziana («sânziană») це слово також стало використовуватися як жіноче ім'я. Воно, зокрема, використовується як такий у комедії Василя Александрі «Sânziana şi Pepelea» (пізніше опера Джордже Стефанеску).
Фея Синзяна, «фея літнього сонцестояння», описана в колинді (румунська народна пісня) як «сестра Сонця».
Молдовський гурт Zdob și Zdub записав пісню під назвою Sânziene, яка розповідає про пошуки своєї другої половинки під час фестивалю в літню ніч.

## Подальше читання
- Details about the Sânziene tradition
- Details about the Sânziene tradition from the National Museum of Romanian History